# Château de Dunollie
Le château de Dunollie se trouve sur une colline au nord de la ville d'Oban sur la côte ouest, dans la zone administrative écossaise de Highland. Il surplombe ainsi la ville, le port et les îles alentour.

## Histoire
Il y avait une fortification sur ce promontoire appelée Dun Ollaigh du temps du royaume de Dal Riada. Eóghan d'Argyll, troisième chef du Clan MacDougall, y aurait probablement construit un château au XIIIe siècle. Les ruines du château sont datées du XVe siècle.
Les MacDougall, étaient des descendants directs de Somerled, Roi des Îles, du temps où les îles de l'ouest faisaient partie de la Norvège. Au XIIe siècle, le fils de Somerled détenait la plus grande partie d'Argyll, ainsi que les îles de Mull, Lismore, Jura, Tiree, Coll et bien d'autres. Le clan perdit ses terres après s'être battu aux côtés de parents du Clan Cumming contre  Robert Ier d’Écosse. John Steward, second Lord Lorne, rendit leurs domaines aux MacDougall au XVe siècle.
Le château fut capturé en 1644 mais rendu aux MacDougall en 1661. En 1746, le clan abandonna le château et construisit Dunollie House en contrebas de la colline.

## Actuellement
Le château est en ruine et l'on peut s'y rendre par un chemin abrupt. L'entrée est gratuite, et il y a un parking pour deux voitures au pied de la colline (la route étant passante, il est déconseillé d'abuser du parking). 

## Galerie

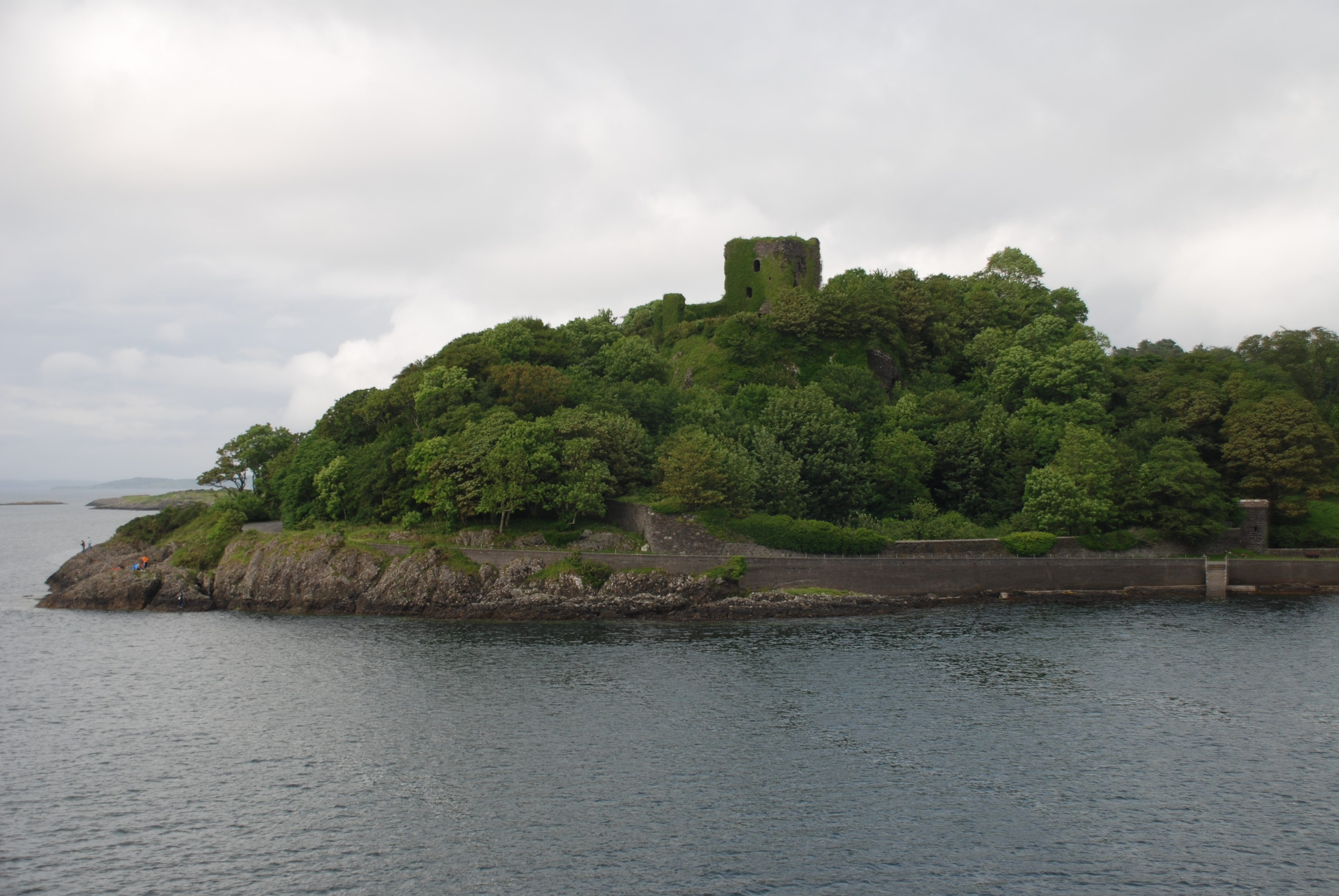
Le château vu du ferry allant d'Oban à Craignure
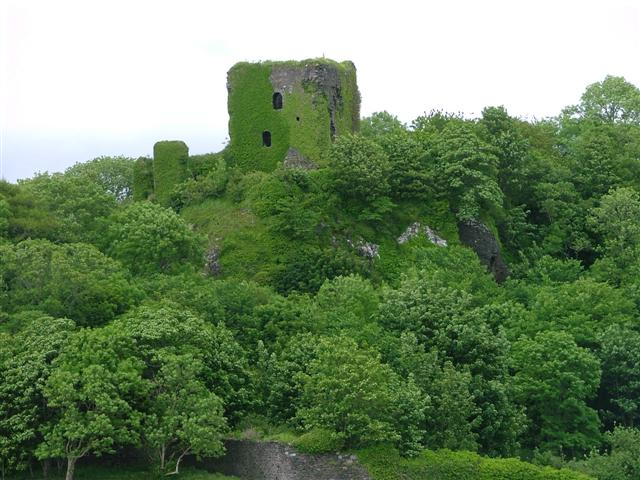
Le château en 2006
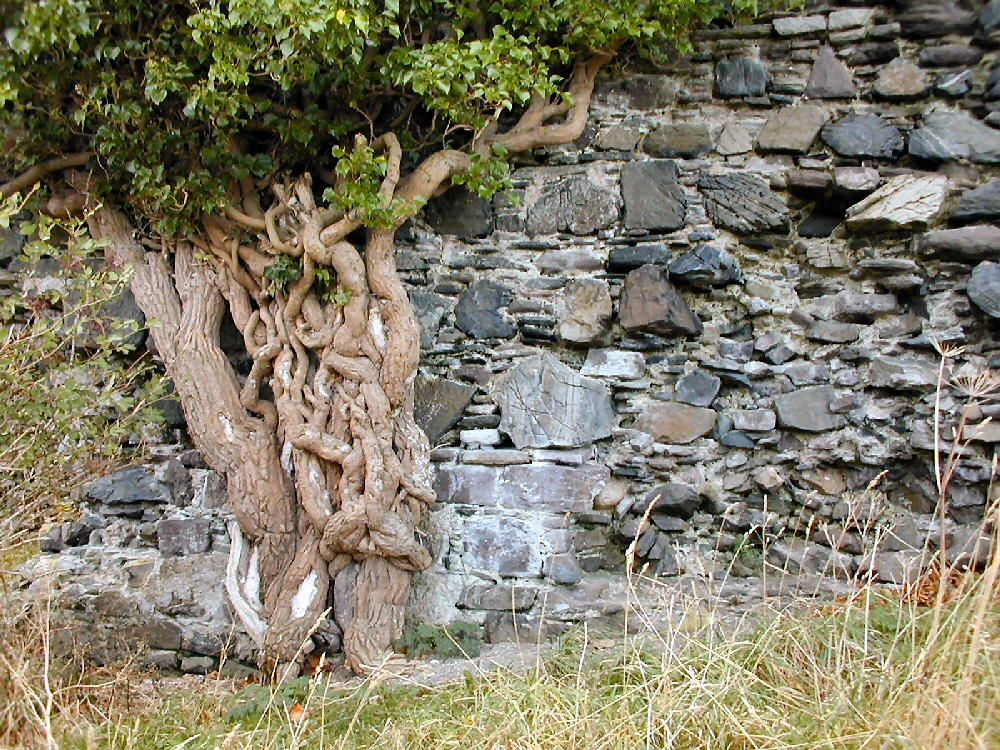
Un vieux lierre sur les murs du château
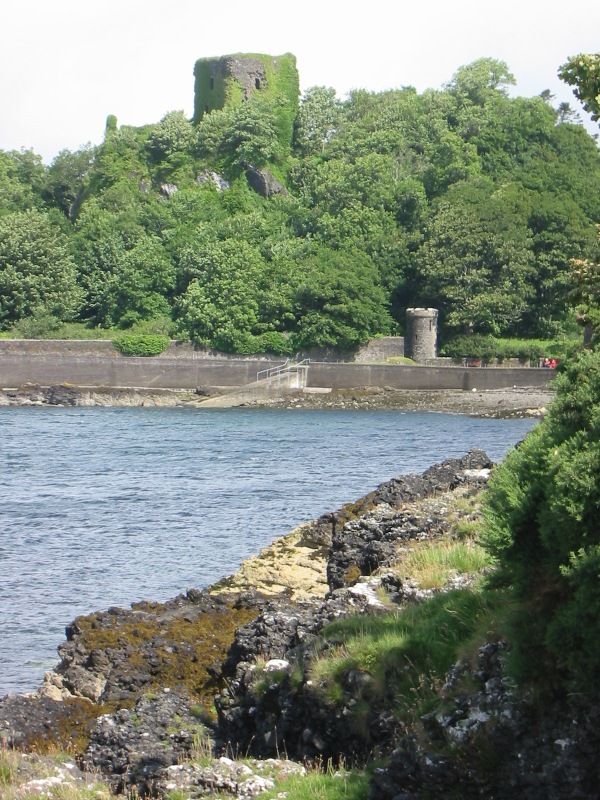
Le château en 2006